# Trophées francophones du cinéma 2013
Les Trophées francophones du cinéma 2013 est un classement des meilleurs films de l'année édité par l'Association des Trophées francophones du cinéma et annoncé le 29 juin 2013. 
Abderrahmane Sissako est le président de cette cérémonie.

## Palmarès
- Trophée francophone de l'interprétation féminine 
  - Rachel Mwanza dans Rebelle
- Trophée francophone de l'interprétation masculine
  - Slimane Dazi dans Rengaine
- Trophée francophone du second rôle féminin 
  - Manie Malone dans Viva Riva !
- Trophée francophone du second rôle masculin
  - Eriq Ebouaney dans Le collier de Makoko
- Trophée francophone du scénario
  - Eric Névé et David Bouchet pour La Pirogue
- Trophée francophone de la réalisation
  - Alain Gomis pour Aujourd'hui
- Trophée francophone de la contribution technique
  - Thomas Letellier pour la photographie du film La Pirogue
- Trophée francophone du court-métrage
  - Président Dia de Ousmane William Mbaye
- Trophée francophone du long-métrage de fiction
  - La Pirogue de Moussa Touré